# Halowe Mistrzostwa Świata w Lekkoatletyce 1999 – siedmiobój mężczyzn
Siedmiobój mężczyzn – jedna z konkurencji rozgrywanych podczas halowych mistrzostw świata w lekkoatletyce w 1999, zmagania w niej odbyły się w dniach 6-7 marca.
Do konkursu zgłoszonych zostało 8 zawodników z 7 państw.
Zawody w tej konkurencji wygrał reprezentant Polski Sebastian Chmara. Drugą pozycję zajął zawodnik z Estonii Erki Nool, trzecią zaś reprezentujący Czechy Roman Šebrle.

## Wyniki

### Bieg na 60 m
Źródło: 
| Miejsce | Zawodnik            | Państwo           | Wynik | Uwagi |
| ------- | ------------------- | ----------------- | ----- | ----- |
| 1.      | Chris Huffins       | Stany Zjednoczone | 6,67  |       |
| 2.      | Erki Nool           | Estonia           | 6,83  |       |
| 3.      | Lew Łobodin         | Rosja             | 6,87  | PB    |
| 4.      | Roman Šebrle        | Czechy            | 6,94  |       |
| 5.      | Tomáš Dvořák        | Czechy            | 6,95  | PB    |
| 6.      | Jón Arnar Magnússon | Islandia          | 6,99  |       |
| 7.      | Dezső Szabó         | Węgry             | 7,05  | PB    |
| 8.      | Sebastian Chmara    | Polska            | 7,14  | PB    |

### Skok w dal
Źródło: 
| Miejsce | Zawodnik            | Państwo           | Podejście | Podejście | Podejście | Wynik | Uwagi |
| Miejsce | Zawodnik            | Państwo           | #1        | #2        | #3        | Wynik | Uwagi |
| ------- | ------------------- | ----------------- | --------- | --------- | --------- | ----- | ----- |
| 1.      | Erki Nool           | Estonia           | 7,36      | 7,28      | 7,80      | 7,80  | PB    |
| 2.      | Roman Šebrle        | Czechy            | 7,58      | 7,44      | 7,76      | 7,76  | PB    |
| 3.      | Jón Arnar Magnússon | Islandia          | 7,40      | X         | 7,69      | 7,69  | NR    |
| 4.      | Sebastian Chmara    | Polska            | 7,54      | 7,50      | 7,62      | 7,62  | PB    |
| 5.      | Tomáš Dvořák        | Czechy            | 7,45      | 7,61      | 7,56      | 7,61  |       |
| 6.      | Chris Huffins       | Stany Zjednoczone | 7,43      | 7,41      | X         | 7,43  | PB    |
| 7.      | Dezső Szabó         | Węgry             | 7,09      | X         | 7,29      | 7,29  |       |
| 8.      | Lew Łobodin         | Rosja             | 6,88      | 6,96      | 7,16      | 7,16  | PB    |

### Pchnięcie kulą
Źródło: 
| Miejsce | Zawodnik            | Państwo           | Podejście | Podejście | Podejście | Wynik | Uwagi |
| Miejsce | Zawodnik            | Państwo           | #1        | #2        | #3        | Wynik | Uwagi |
| ------- | ------------------- | ----------------- | --------- | --------- | --------- | ----- | ----- |
| 1.      | Tomáš Dvořák        | Czechy            | 16,70     | 15,90     | X         | 16,70 | PB    |
| 2.      | Jón Arnar Magnússon | Islandia          | 16,08     | 16,08     | X         | 16,08 |       |
| 3.      | Sebastian Chmara    | Polska            | 14,78     | 14,94     | 15,89     | 15,89 | PB    |
| 4.      | Lew Łobodin         | Rosja             | 15,85     | X         | 15,32     | 15,85 | PB    |
| 5.      | Chris Huffins       | Stany Zjednoczone | 15,53     | 15,09     | 15,07     | 15,53 |       |
| 6.      | Roman Šebrle        | Czechy            | 14,06     | 14,24     | 15,27     | 15,27 |       |
| 7.      | Erki Nool           | Estonia           | 14,16     | 14,81     | 14,87     | 14,87 | PB    |
| 8.      | Dezső Szabó         | Węgry             | 11,80     | 13,89     | X         | 13,89 | PB    |

### Skok wzwyż
Źródło: 
| Miejsce | Zawodnik            | Państwo           | Wysokość (m) | Wysokość (m) | Wysokość (m) | Wysokość (m) | Wysokość (m) | Wysokość (m) | Wysokość (m) | Wysokość (m) | Wysokość (m) | Wysokość (m) | Wynik | Uwagi |
| Miejsce | Zawodnik            | Państwo           | 1,87         | 1,90         | 1,93         | 1,96         | 1,99         | 2,02         | 2,05         | 2,08         | 2,11         | 2,14         | Wynik | Uwagi |
| ------- | ------------------- | ----------------- | ------------ | ------------ | ------------ | ------------ | ------------ | ------------ | ------------ | ------------ | ------------ | ------------ | ----- | ----- |
| 1.      | Roman Šebrle        | Czechy            | –            | –            | –            | O            | O            | O            | O            | O            | O            | XXX          | 2,11  |       |
| 2.      | Sebastian Chmara    | Polska            | –            | –            | –            | O            | –            | O            | O            | XO           | O            | XXX          | 2,11  | PB    |
| 3.      | Jón Arnar Magnússon | Islandia          | –            | O            | –            | O            | O            | XXO          | XXX          | –            | –            | –            | 2,02  |       |
| 3.      | Dezső Szabó         | Węgry             | O            | –            | O            | O            | O            | XXO          | –            | –            | –            | –            | 2,02  | PB    |
| 5.      | Tomáš Dvořák        | Czechy            | XO           | –            | O            | O            | XXO          | XXX          | –            | –            | –            | –            | 1,99  |       |
| 6.      | Lew Łobodin         | Rosja             | O            | –            | XO           | XO           | XXX          | –            | –            | –            | –            | –            | 1,96  |       |
| 7.      | Chris Huffins       | Stany Zjednoczone | –            | –            | –            | XXO          | –            | XXX          | –            | –            | –            | –            | 1,96  |       |
| 8.      | Erki Nool           | Estonia           | –            | O            | O            | XXX          | –            | –            | –            | –            | –            | –            | 1,93  |       |

### Bieg na 60 m przez płotki
Źródło: 
| Miejsce | Zawodnik            | Państwo           | Wynik | Uwagi |
| ------- | ------------------- | ----------------- | ----- | ----- |
| 1.      | Lew Łobodin         | Rosja             | 7,81  | PB    |
| 2.      | Tomáš Dvořák        | Czechy            | 7,84  |       |
| 3.      | Chris Huffins       | Stany Zjednoczone | 7,91  |       |
| 4.      | Roman Šebrle        | Czechy            | 7,94  |       |
| 5.      | Sebastian Chmara    | Polska            | 8,05  |       |
| 6.      | Jón Arnar Magnússon | Islandia          | 8,09  |       |
| 7.      | Erki Nool           | Estonia           | 8,16  |       |
| 8.      | Dezső Szabó         | Węgry             | 8,18  | PB    |

### Skok o tyczce
Źródło: 
| Miejsce | Zawodnik            | Państwo           | Wysokość (m) | Wysokość (m) | Wysokość (m) | Wysokość (m) | Wysokość (m) | Wysokość (m) | Wysokość (m) | Wysokość (m) | Wysokość (m) | Wysokość (m) | Wysokość (m) | Wynik | Uwagi |
| Miejsce | Zawodnik            | Państwo           | 4,40         | 4,60         | 4,80         | 4,90         | 5,00         | 5,10         | 5,20         | 5,30         | 5,40         | 5,50         | 5,60         | Wynik | Uwagi |
| ------- | ------------------- | ----------------- | ------------ | ------------ | ------------ | ------------ | ------------ | ------------ | ------------ | ------------ | ------------ | ------------ | ------------ | ----- | ----- |
| 1.      | Erki Nool           | Estonia           | –            | –            | –            | –            | –            | –            | O            | –            | O            | XXO          | XXX          | 5,50  | PB    |
| 2.      | Sebastian Chmara    | Polska            | –            | –            | O            | –            | O            | O            | O            | XXX          | –            | –            | –            | 5,20  |       |
| 2.      | Dezső Szabó         | Węgry             | –            | –            | O            | –            | O            | O            | O            | XXX          | –            | –            | –            | 5,20  |       |
| 4.      | Lew Łobodin         | Rosja             | –            | –            | XXO          | –            | O            | O            | XXX          | –            | –            | –            | –            | 5,10  | PB    |
| 5.      | Jón Arnar Magnússon | Islandia          | –            | –            | O            | –            | O            | XXX          | –            | –            | –            | –            | –            | 5,00  | PB    |
| 6.      | Tomáš Dvořák        | Czechy            | –            | XO           | XO           | O            | XXX          | –            | –            | –            | –            | –            | –            | 4,90  | PB    |
| 7.      | Roman Šebrle        | Czechy            | O            | O            | O            | XXX          | –            | –            | –            | –            | –            | –            | –            | 4,80  |       |
| –       | Chris Huffins       | Stany Zjednoczone | –            | –            | –            | –            | –            | –            | –            | –            | –            | –            | –            | DNS   |       |

### Bieg na 1000 m
Źródło: 
| Miejsce | Zawodnik            | Państwo           | Wynik   | Uwagi |
| ------- | ------------------- | ----------------- | ------- | ----- |
| 1.      | Sebastian Chmara    | Polska            | 2:37,86 |       |
| 2.      | Erki Nool           | Estonia           | 2:38,62 | PB    |
| 3.      | Jón Arnar Magnússon | Islandia          | 2:39,55 | PB    |
| 4.      | Tomáš Dvořák        | Czechy            | 2:41,48 |       |
| 5.      | Roman Šebrle        | Czechy            | 2:41,50 |       |
| 6.      | Dezső Szabó         | Węgry             | 2:44,14 | PB    |
| 7.      | Lew Łobodin         | Rosja             | 2:47,48 | PB    |
| –       | Chris Huffins       | Stany Zjednoczone | DNS     |       |

### Ostateczna klasyfikacja
| Miejsce | Zawodnik            | Państwo           | Konkurencje | Konkurencje | Konkurencje | Konkurencje | Konkurencje | Konkurencje | Konkurencje   | Wynik | Uwagi |
| Miejsce | Zawodnik            | Państwo           | 60m         | LJ          | SP          | HJ          | 60H         | PV          | 1000          | Wynik | Uwagi |
| ------- | ------------------- | ----------------- | ----------- | ----------- | ----------- | ----------- | ----------- | ----------- | ------------- | ----- | ----- |
| 01 !    | Sebastian Chmara    | Polska            | 833 (7,14)  | 965 (7,62)  | 844 (15,89) | 906 (2,11)  | 969 (8,05)  | 972 (5,20)  | 897 (2:37,86) | 6386  |       |
| 02 !    | Erki Nool           | Estonia           | 944 (6,83)  | 1010 (7,80) | 782 (14,87) | 740 (1,93)  | 942 (8,16)  | 1067 (5,50) | 889 (2:38,62) | 6374  |       |
| 03 !    | Roman Šebrle        | Czechy            | 904 (6,94)  | 1000 (7,76) | 806 (15,27) | 906 (2,11)  | 997 (7,94)  | 849 (4,80)  | 857 (2:41,50) | 6319  |       |
| 4.      | Tomáš Dvořák        | Czechy            | 900 (6,95)  | 962 (7,61)  | 894 (16,70) | 794 (1,99)  | 1022 (7,84) | 880 (4,90)  | 857 (2:41,48) | 6309  |       |
| 5.      | Jón Arnar Magnússon | Islandia          | 886 (6,99)  | 982 (7,69)  | 856 (16,08) | 822 (2,02)  | 959 (8,09)  | 910 (5,00)  | 878 (2:39,55) | 6293  |       |
| 6.      | Lew Łobodin         | Rosja             | 929 (6,87)  | 852 (7,16)  | 842 (15,85) | 767 (1,96)  | 1030 (7,81) | 941 (5,10)  | 792 (2:47,48) | 6153  |       |
| 7.      | Dezső Szabó         | Węgry             | 865 (7,05)  | 883 (7,29)  | 722 (13,89) | 822 (2,02)  | 937 (8,18)  | 972 (5,20)  | 828 (2:44,14) | 6029  |       |
| –       | Chris Huffins       | Stany Zjednoczone | 1003 (6,67) | 918 (7,43)  | 822 (15,53) | 767 (1,96)  | 1005 (7,91) | –           | –             | DNF   |       |